# Teotzacualco
Teotzacualco är en ort i Mexiko.   Den ligger i kommunen Tequila och delstaten Veracruz, i den sydöstra delen av landet, 240 km öster om huvudstaden Mexico City. Teotzacualco ligger 1 131 meter över havet och antalet invånare är 567.
Terrängen runt Teotzacualco är kuperad åt nordost, men åt sydväst är den bergig. Runt Teotzacualco är det ganska tätbefolkat, med 155 invånare per kvadratkilometer. Närmaste större samhälle är Córdoba, 18,6 km norr om Teotzacualco. I omgivningarna runt Teotzacualco växer i huvudsak städsegrön lövskog.